# Zygmunt Choromański

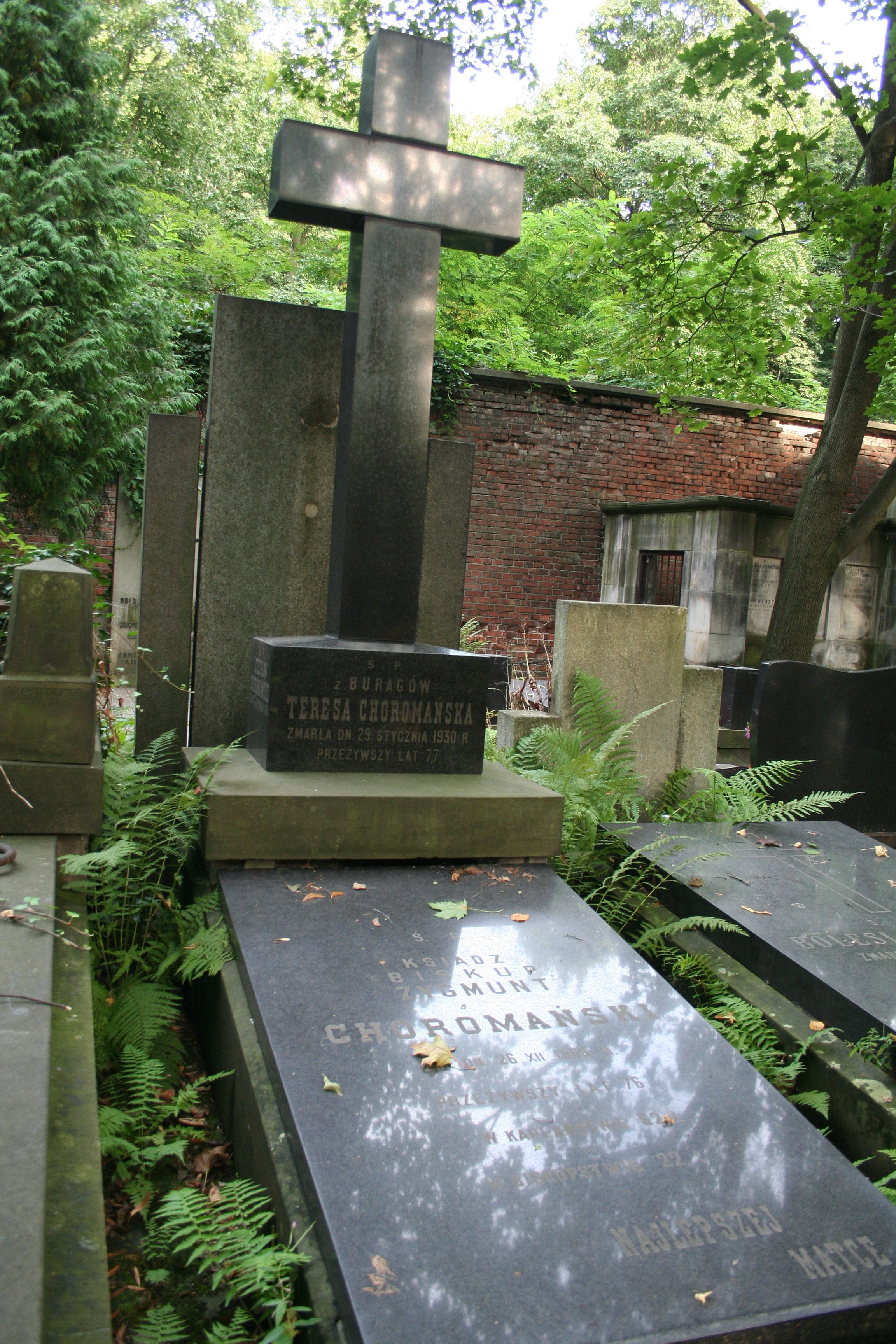
Grób Zygmunta Choromańskiego na warszawskim cmentarzu Powązkowskim

Zygmunt Choromański (ur. 14 kwietnia 1892 w Warszawie, zm. 26 grudnia 1968 tamże) – polski duchowny rzymskokatolicki, biskup pomocniczy warszawski w latach 1946–1968, sekretarz generalny Konferencji Episkopatu Polski w latach 1946–1968.

## Życiorys

### Młodość
Był synem Edwarda Choromańskiego (zm. 1901) i Teresy, z d. Burago (zm. 1930). Miał brata, Czesława (ur. 1886). Jego ojciec pracował jako kolejarz. Dzieciństwo spędził częściowo w Skierniewicach. Był uczniem Szkoły Technicznej Warszawsko-Wiedeńskiej Kolei Żelaznej. W 1908 wstąpił do warszawskiego seminarium duchownego, w 1913 przyjął święcenia subdiakonatu i został skierowany na studia do Gregorianum, gdzie obronił pracę doktorską z prawa kanonicznego. Święcenia kapłańskie przyjął 30 listopada 1916.

### Praca kapłańska do 1939
Po święceniach pracował krótko jako wikariusz w parafii św. Trójcy w Piątku. W 1917 został mianowany notariuszem w Kurii Metropolitalnej Warszawskiej, pełnił tę funkcję do 1926, w 1921 został także obrońcą węzła małżeńskiego w Sądzie Arcybiskupim. Równocześnie był wykładowcą teologii moralnej specjalnej i teologii moralnej fundamentalnej oraz prawa kanonicznego w Wyższym Metropolitalnym Seminarium Duchownym w Warszawie. W 1917 został kapelanem Warszawskiego Towarzystwa Dobroczynności, w 1920 należał do organizatorów Synodu Archidiecezji Warszawskiej, w latach 1922–1925 był redaktorem naczelnym pisma Wiadomości Archidiecezjalne Warszawskie.
Jesienią 1926 został mianowany kanclerzem kurii, zrezygnował wówczas z wykładów w seminarium, poza prawem kanonicznym, które wykładał jeszcze do 1929. Także od 1926 był prezesem Towarzystwa Oszczędności i Pomocy dla Rzymskokatolickiego Duchowieństwa Archidiecezji Warszawskiej, w tej roli przyczynił się do wybudowania w 1929 domu księży emerytów. W latach 1927–1930 był równocześnie wikariuszem w parafii św. Andrzeja Apostoła w Warszawie. Od końca lat 20. do wybuchu II wojny światowej współpracował z Kurierem Warszawskim. Część jego artykułów ukazała się w 1934 w zbiorze W obronie chrześcijańskiego małżeństwa.
W 1927 otrzymał przywilej noszenia rokiety i mantoletu, w 1929 został wyróżniony funkcją kanonika gremialnego Kapituły Metropolitalnej Warszawskiej, a także otrzymał medal Pro Ecclesia et Pontifice.

### II wojna światowa
We wrześniu 1939 wszedł w skład Komitetu Obywatelskiego w czasie obrony Warszawy. Od 3 do 10 października 1939 był przejściowo więziony na Pawiaku. W grudniu 1939 został wikariuszem koadiutorem (z prawem objęcia probostwa) w parafii św. Aleksandra. Powrócił także do wykładów w seminarium duchownym. Po śmierci w 1942 dotychczasowego administratora archidiecezji warszawskiej abp Stanisława Galla przestał był kanclerzem kurii i został mianowany radcą kurialnym, w 1943 otrzymał godność infułata.
W lutym 1944 został proboszczem parafii św. Aleksandra, a w marcu tegoż roku równocześnie wikariuszem generalnym archidiecezji warszawskiej. Od września 1944 przebywał w Milanówku, gdzie pomagał bp Antoniemu Szlagowskiemu w organizowaniu prac kurii.

### Okres powojenny
Po zakończeniu wojny powrócił do Warszawy. 7 maja 1946 został mianowany przez papieża Piusa XII biskupem pomocniczym archidiecezji warszawskiej i biskupem tytularnym Panopolis (nie zrezygnował jednak z probostwa parafii św. Aleksandra), jego konsekracja nastąpiła 29 czerwca 1946. W lipcu 1946 został mianowany sekretarzem Konferencji Episkopatu Polski, nominację tę zatwierdzono na zebraniu plenarnym Episkopatu we wrześniu 1946. W kwietniu 1948 otrzymał honorową godność archidiakona Kapituły Metropolitarnej Warszawskiej. Po śmierci Augusta Hlonda zarządzał tymczasowo archidiecezją warszawską jako wikariusz kapitulny (od 27 października 1948 do 7 lutego 1949).
Jako sekretarz KEP odpowiadał za kontakty z rządem PRL. Rozmowy te podjął już we wrześniu 1946, jego głównym rozmówcą był początkowo ówczesny wiceminister administracji publicznej Władysław Wolski. W sierpniu 1949 został członkiem Komisji Mieszanej przedstawicieli Rządu i Episkopatu. Był głównym negocjatorem Porozumienia Państwo-Kościół z 14 kwietnia 1950. W kolejnych latach pozostawał w stałych kontaktach z władzami PRL, które reprezentował Antoni Bida.
Jako proboszcz parafii św. Aleksandra przystąpił w 1949 do odbudowy zniszczonej w czasie wojny świątyni parafialnej. Jej konsekracja odbyła się w 1952.
Po uwięzieniu w 1953 kard. Stefana Wyszyńskiego uczestniczył w przygotowaniu oświadczenia Episkopatu Polski mającej charakter deklaracji lojalności wobec władz PRL. W grudniu 1953 złożył razem z innymi biskupami ślubowanie wierności Polskiej Rzeczypospolitej Ludowej i jej rządowi wymagane przepisami Dekretu z 9 lutego 1950 o obsadzaniu duchownych stanowisk kościelnych. De facto pozostawał głównym negocjatorem władz kościelnych w relacjach z władzami państwowymi. W kolejnych latach wykazywał się stosunkowo dużą uległością wobec władz PRL, jednak w dalszym ciągu czynił różnego rodzaju starania w obronie praw Kościoła, a od 1955 czynił to w sposób coraz odważniejszy, zaczął się także ubiegać o uwolnienie Stefana Wyszyńskiego.
Jego postawa w czasie uwięzienia Prymasa była m.in. w Watykanie oceniana krytycznie jako nadmiernie zachowawcza. Stefan Wyszyński okazał mu jednak po uwolnieniu zaufanie. W grudniu 1956 mianował go prałatem-dziekanem Kapituły Metropolitarnej, wiosną 1957 zabrał go do Rzymu na uroczystość przyjęcia kapelusza kardynalskiego, aby w ten sposób zademonstrować jedność Episkopatu Polski, w 1958 mianował wikariuszem generalnym archidiecezji warszawskiej.
Od listopada 1956 Zygmunt Choromański był członkiem reaktywowanej Komisji Wspólnej przedstawicieli Rządu i Episkopatu. W kolejnych latach był głównym rozmówcą władz kościelnych w kontaktach z władzami PRL, a także autorem, redaktorem lub konsultantem pism hierarchii kościelnej do tych władz, dotyczących często różnego rodzaju szykan administracyjnych i niesprzyjającego Kościołowi ustawodawstwa. Stał się jednym z ważniejszych doradców kard. Stefana Wyszyńskiego, jego opinie przesądzały często o kierunku działań Konferencji Episkopatu Polski.
Uczestniczył w I i III sesji soboru watykańskiego II.
W lutym 1967 przeszedł zawał serca, po którym nie doszedł już do pełnej sprawności. Zmarł w wyniku kolejnego zawału 26 grudnia 1968.
Zygmunt Choromański został pochowany na warszawskich Powązkach (kwatera 205-4-7).